# Curt Hennig
Curtis Michael Hennig (Robbinsdale (Minnesota), 28 maart 1958 - Tampa (Florida), 10 februari 2003), beter bekend als Mr. Perfect of Curt Hennig, was een Amerikaans professioneel worstelaar die actief was in de Total Nonstop Action Wrestling (TNA), World Championship Wrestling (WCW) en World Wrestling Federation (WWF). Hij worstelde 10 jaar bij WWF en werd daar wereldberoemd.

## In worstelen
- Afwerking bewegingen
  - Perfect–Plex (WWF) / Hennig–Plex (WCW)

- Kenmerkende bewegingen
  - Atomic drop
  - Backhand chop
  - Bridging belly to back suplex
  - Dropkick
  - Elbow drop
  - Figure four leglock
  - Forearm smash
  - Hip toss
  - Missile dropkick – Early career
  - Modified Indian deathlock
  - Rolling neck snap
  - Snapmare
  - Spear
  - Swinging knee lift

- Managers
  - The Genius
  - Bobby Heenan
  - Coach
  - Rick Rude
  - Madusa

## Prestaties
- [American Wrestling Association
  - AWA World Heavyweight Championship (1 keer)
  - AWA World Tag Team Championship (1 keer met Scott Hall)

- Future of Wrestling
  - FOW Heavyweight Championship (1 keer)

- i-Generation Superstars of Wrestling
  - i-Generation Heavyweight Championship (2 keer)

- Main Event Championship Wrestling
  - MECW Heavyweight Championship (1 keer)

- Pacific Northwest Wrestling
  - NWA Pacific Northwest Heavyweight Championship (1 keer)
  - NWA Pacific Northwest Tag Team Championship (2 keer; 1x met Larry Hennig en 1x met Buddy Rose)

- World Championship Wrestling
  - WCW United States Heavyweight Championship (1 keer)
  - WCW World Tag Team Championship (1 keer met Barry Windham)

- World Wrestling Council
  - WWC Universal Heavyweight Championship (1 keer)

- World Wrestling Federation/Entertainment
  - WWF Intercontinental Championship (2 keer)
  - WWE Hall of Fame (Class of 2007)